# Biblioteca Laestadiana
Biblioteca Laestadiana startades av Lars-Erik Wikberg i Vuono,  Haparanda under våren 1996. Den första boken – Dårhushjonet av Laestadius – i det som tillika är en bokserie "Biblioteca Laestadiana"  är dock utgiven på annat förlag, Artos bokförlag i Skellefteå.
Syfte med förlagets bokutgivning är att få Raattamaas brev och Laestadius alla predikningar översatta och utgivna på svenska, samt ett antal andra historiskt viktiga dokument från den laestadianska väckelsens första tid.
Den litteratur som har getts ut om den första tiden i laestadianismen har varit på finska. Endast en liten del har översatts till svenska eller andra språk. 
Materialet utgör en viktig del av Tornedalens, Kalixälvdals och Malmfältens historiska arv, oberoende om man själv tillhör den laestadianska rörelsen eller inte. Det har påverkat människorna i dessa områden, samt även i Finland, norra Norge och finsk- och svenskbygderna i Amerika. Arbetet med att översätta detta material fortgår.

## Titlar utgivna
- Lars Levi Laestadius, Dårhushjonet 1997, utgiven på Artos bokförlag
- Johan Raattamaa, Brev och skrivelser 2001
- Lars Levi Laestadius, Se Guds Lamm 2001
- Aatu Laitinen, Minnen från Lappmarkens kristendom 2002
- Erkki Antti Juhonpieti,  Brev och skrivelser 2002
- Lars Levi Laestadius, Samlade predikningar del 1  2006
- Mathilda Fogman - andlig moder i den tidiga laestadianismen 2007
- Sam Wettainen Hjärtats tro 2007
- Vår tids äldstes skrivelser  2009
- Lars Levi Laestadius, Samlade predikningar del 2  2010
- Kristliga sändebrev 2011
- Lars Levi Laestadius, Samlade predikningar del 3, 2013
- Lars Levi Laestadius, The Lunatic (Dårhushjonet översatt till engelska av Anders Strindberg), 2015
- Johan Takkinen Brev och skrivelser 2018
- Johansson i Backe, Frestelsens berg 2018 (roman i nytryck, reviderad text, om Erik Larsson - "Kiruna-Lasse")
- Lars Levi Laestadius, Samlade predikningar del 4, 2019
- Lars Levi Laestadius, Försoningen 2020
- Lars Levi Laestadius, Samlade predikningar del 5, 2022
- Dr. Martin Luthers lilla katekes med förklaring av Olof Svebilius, 2024 (i samarbete med Luthersk Litteratur-Mission)

## Planerade titlar
- Lars Levi Laestadius, Samlade predikningar del 6, 2025
- Laestadiansk brevbok 1, Sommaren 2026
- Laestadiansk brevbok 2 - De äldstes bok 2,  2026
- Laestadiansk brevbok 3 – Västlaestadianska brev , 2027